# Yenko Deuce
Der Yenko Deuce ist ein Supersportwagen, der von 1968 bis 1973 von der Yenko Sportscars, Inc. in Canonsburg (Pennsylvania) auf Basis des Chevrolet Nova gebaut wurde.
Donald Yenko, der bereits 1965 den Yenko Stinger auf Basis des Chevrolet Corvair anbot, baute ab 1968 in die Chevrolet-Modelle Nova und Chevelle den größten V8-Motor von Chevrolet ein. Dieses Aggregat mit 6997 cm³ Hubraum leistete mindestens 423 bhp (311 kW). Diese Fahrzeuge sollten auf den Rennstrecken dem Ford Mustang und dem Plymouth Barracuda Paroli bieten.
Insgesamt sollen nur 37 Yenko Deuce entstanden und zum Preis von 4000 US-Dollar verkauft worden sein. Heute gibt es davon noch sieben Stück.